# Greatest Hits (Shania Twain)
Greatest Hits è il secondo album di raccolta della cantante canadese Shania Twain, pubblicato l'8 novembre 2004.
L'album contiene 17 successi (18 sulla versione per l'Europa e altri territori) estratti dai tre album di enorme successo della cantante: The Woman in Me, Come on Over e Up!. Figurano inoltre tre brani inediti: Party for Two che riscosse successo negli Stati Uniti, nel Regno Unito e in Germania, la ballata "Don't!" e il country più tradizionale "I Ain't No Quitter".
Greatest Hits debuttò alla posizione numero 2 nella classifica americana Billboard 200, dietro Encore di Eminem, vendendo 530 000 copie solo nella prima settimana. L'album ha venduto oltre 4 milioni di copie negli Stati Uniti.
Per undici settimane consecutive fu l'album country più venduto sul suolo americano.
Greatest Hits fu l'album country più venduto nel 2005 negli Stati Uniti.

## Tracce
La scaletta si riferisce alla versione europea del disco.
1. Forever and for Always (Red Radio Edit) – 4:03
2. I'm Gonna Getcha Good! (Red Radio Edit) – 4:02
3. Up! (Green Album Version in America/Red Album Version altrove) – 2:53
4. Ka-Ching! (Red Album Version) – 3:20 – **
5. Come on Over – 2:54
6. Man! I Feel like a Woman! (Album Version*/International Version**) – 3:53
7. That Don't Impress Me Much (Pop Radio Version) – 4:27
8. From This Moment On (International Version) – 3:55
9. Honey, I'm Home – 3:36
10. You're Still the One (Radio Edit w/o Intro) – 3:14
11. Don't Be Stupid (You Know I Love You) – 3:34
12. Love Gets Me Every Time – 3:33
13. No One Needs to Know – 3:03
14. You Win My Love (Radio Edit) – 3:45
15. (If You're Not in It for Love) I'm Outta Here! (Radio Edit Version) – 3:48
16. The Woman in Me (Needs the Man in You) (Radio Edit) – 3:57
17. Any Man of Mine – 4:06
18. Whose Bed Have Your Boots Been Under? (Radio Edit) – 3:58
19. Party for Two (featuring Mark McGrath) (Pop Version) – 3:31
20. Don't! – 3:55
21. Party for Two (featuring Billy Currington) (Country Version) – 3:31 – *
22. I Ain't No Quitter – 3:30

## Classifiche

### Classifiche settimanali
| Classifica          | Posizione massima |
| ------------------- | ----------------- |
| Australia           | 10                |
| Austria             | 3                 |
| Belgio Fiandre      | 18                |
| Belgio Vallonia     | 26                |
| Canada              | 1                 |
| Danimarca           | 14                |
| Paesi Bassi         | 14                |
| Estonia             | 6                 |
| Europa              | 4                 |
| Germania            | 3                 |
| Ungheria            | 24                |
| Irlanda             | 6                 |
| Giappone            | 33                |
| Nuova Zelanda       | 10                |
| Norvegia            | 14                |
| Portogallo          | 16                |
| Spagna              | 26                |
| Svezia              | 14                |
| Svizzera            | 4                 |
| Regno Unito         | 6                 |
| Stati Uniti         | 2                 |
| Stati Uniti country | 1                 |